# Los Llanos de Tormes
Los Llanos de Tormes é um município da Espanha na província de Ávila, comunidade autónoma de Castela e Leão, de área 17,46 km² com população de 112 habitantes (2007) e densidade populacional de 6,35 hab/km².

## Demografia
| Variação demográfica do município entre 1991 e 2004 | Variação demográfica do município entre 1991 e 2004 | Variação demográfica do município entre 1991 e 2004 | Variação demográfica do município entre 1991 e 2004 |
| --------------------------------------------------- | --------------------------------------------------- | --------------------------------------------------- | --------------------------------------------------- |
| 1991                                                | 1996                                                | 2001                                                | 2004                                                |
| 152                                                 | 146                                                 | 122                                                 | 111                                                 |